# 風弥〜Kazami〜
風弥〜Kazami〜（かざみ, 9月15日 - ）は、日本のミュージシャン、ドラマー、ピアニスト、ギタリスト、ベーシスト、作曲家、編曲家、音楽プロデューサー。
神奈川県出身。ロックバンドDaizyStripperのドラマー＆ピアニスト＆メインコンポーザー。身長176cm。愛称は「かざみん」。

## 概要
T.M.Revolution,GacktのTV出演時のサポートドラマーも務めた経験がある。
櫻井有紀、Mitsuのサポートドラマーとしても活動。
東城陽奏をはじめ、様々なアーティストに楽曲提供している。
テクニカルベーシストMASAKIからの評価も高い。
DaizyStripper(2007年結成)のメインコンポーザーでありバンドのサウンドプロデューサーでもある。
A(エース)のヴァイオリニスト、Rookie Fiddlerと「Tin Toy Classica」というユニットとしても活動。
Frantic EMIRYではZEUSという別名義で活動。
Pearl Drumsユーザー。他にもKitanoチタンドラムなど多数のドラムセットを所持している。

## 来歴
3歳からピアノ、9歳から小学校の音楽教師の影響で作曲、吹奏楽の編曲を始め、10歳でトロンボーンを始める。小学校6年生のときに卒業式で歌う曲を作曲し風弥のピアノ伴奏で皆で歌った。
中学1年でロックに目覚めギター、ベースを始める。この頃から同級生らと地元のライブハウスなどでLIVEを行う。ステージではベースを演奏。高校3年の時に新たなバンドを結成する際、ドラマーが見つからなかったことをきっかけにドラマーに転身する。
洗足学園音楽大学出身[要出典]。
2014年4月13日、自身初のドラムクリニックを開催。
DaizyStripper 10th Anniversary Project「decade」の一環として、DaizyStripperの楽曲をアレンジしたピアノインストアルバム「DaizyStripper Piano Selection I」「DaizyStriper Piano Selection II」をリリース。
2019年12月ヒカリト(AIOLIN)と共に世界に向けた次世代音楽ユニットViewon(ビュウォン)を結成。
2022年、Damian Hamada’s Creatures の名古屋、大阪公演でサポートドラマーとして参加。
2023年7月、Damian Hamada’s Creatures にドラマー「KAZAMIクロウリー」として加入し、第二期の正式メンバーとなる。